# 杜倫 (康乃狄克州)
德罕（英語：Durham）是一個位於美國康乃狄克州米德爾塞克斯縣的城鎮。

## 地理
德罕的座標為41°27′37″N 72°40′55″W / 41.46028°N 72.68194°W，而該地的平均海拔高度為52米（即171英尺）。

## 人口
根據2010年美國人口普查的數據，德罕的面積為21.60平方千米，當中陸地面積為21.20平方千米，而水域面積為0.40平方千米。當地共有人口7388人，而人口密度為每平方千米342.04人。